# أشتون بومان
أشتون بومان (مواليد 1 مايو 1993) هو سبّاح كندي، مثّل بلاده في الألعاب الأولمبية الصيفية 2016.

## روابط خارجية
أشتون بومان على موقع الاتحاد الدولي للسباحة (الإنجليزية)
- أشتون بومان على موقع SwimRankings.net (الإنجليزية)
- أشتون بومان على موقع اللجنة الأولمبية الدولية (الإنجليزية)
- أشتون بومان على موقع أوليمبيديا (الإنجليزية)
- أشتون بومان على موقع اللجنة الأولمبية الكندية (الإنجليزية)